# Liste der Kulturgüter in Plan-les-Ouates
Die Liste der Kulturgüter in Plan-les-Ouates enthält alle Objekte in der Gemeinde Plan-les-Ouates im Kanton Genf, die gemäss der Haager Konvention zum Schutz von Kulturgut bei bewaffneten Konflikten, dem Bundesgesetz vom 20. Juni 2014 über den Schutz der Kulturgüter bei bewaffneten Konflikten sowie der Verordnung vom 29. Oktober 2014 über den Schutz der Kulturgüter bei bewaffneten Konflikten unter Schutz stehen.
Objekte der Kategorien A und B sind vollständig in der Liste enthalten, Objekte der Kategorie C fehlen zurzeit (Stand: 13. Oktober 2021).

## Kulturgüter
| Foto |                                                                          | Objekt | Kat. | Typ | Standort                                         | Beschreibung |
| ---- | ------------------------------------------------------------------------ | --- | ---- | --- | ------------------------------------------------ | ------------ |
| ja   | Datei hochladen · Wikidata zu Festes Haus Arare (Q29479600)              | Festes Haus Arare / Maison forte d’Arare KGS-Nr.: 2609                                                                                        | A    | G   | Chemin de Plein-Vent 3 497199 / 112988           |              |
| ja   | Datei hochladen · Wikidata zu Patek Philippe SA (Q27487077)              | Historisches Archiv Patek Philippe Genève / Archives historiques Patek Philippe Genève KGS-Nr.: 8896                                          | A    | S   | Chemin du Pont-du-Centenaire 141 497606 / 113758 |              |
| ja   | Datei hochladen · Wikidata zu Archiv von Vacheron Constantin (Q27487080) | Archiv von Vacheron Constantin, Marke von Richemont International SA / Vacheron-Constantin, Brand of Richemont International SA KGS-Nr.: 9157 | A    | S   | Chemin du Tourbillon 10 496633 / 113621          |              |
| ja   | Datei hochladen · Wikidata zu Campagne Montfalcon (Q29711336)            | Campagne Montfalcon KGS-Nr.: 2610 | B    | G   | Route de Saconnex-d’Arve 107 498797 / 113276     |              |
| ja   | Datei hochladen · Wikidata zu Haus zum Turm (Q29711352)                  | Haus zum Turm / Maison de la Tour KGS-Nr.: 2611                                                                                               | B    | G   | Route de Saconnex-d’Arve 141 498659 / 113115     |              |
| ja   | Datei hochladen · Wikidata zu Turm des alten Schlosses (Q29711367)       | Turm des alten Schlosses / Tour de l’ancien château KGS-Nr.: 2612                                                                             | B    | G   | Route de Saconnex-d’Arve 159 498614 / 112908     |              |
| ja   | Datei hochladen · Wikidata zu Château (Q29711318)                        | Schloss / Château KGS-Nr.: 9099 | B    | G   | Route du Vélodrome 1 497669 / 113660             |              |